# Розовски, Генри
Генри Розовски (1 сентября 1927, Вольный город Данциг — 11 ноября 2022, Кембридж, Массачусетс) — историк экономики, специализирующийся на Восточной Азии, администратор Гарвардского университета. С 1973 по 1984 и с 1990 по 1991 годы Розовски был деканом гарвардского факультета искусств и наук, ранее он был профессором экономики факультета и председателем департамента экономики. Он также был исполняющим обязанности президента Гарварда в 1984 и в 1987 году. После ухода с поста декана в 1985 году он стал членом руководящего органа Гарварда, Гарвардской корпорации, до 1997 года он был единственным в столетии гарвардским преподавателем, сделавшим это.

## Биография
Родился в вольном городе Данциге (ныне Гданьск) в семье российских евреев Зелика и Сони Розовских. Вырос, говоря на русском и немецком языках. В 1940 году в 13 лет Розовски со своей семьёй приехал в США. В 1949 году он получил степень бакалавра в Колледже Вильгельма и Марии, а в 1959 году — степень доктора наук Гарвардского университета. В 1949 году Розовски стал гражданином США. Он служил в армии США с 1946 по 1947 год и вновь с 1950 по 1952 год. До 1965 года он преподавал экономику, историю и японоведение в Калифорнийском университете в Беркли. Он преподавал в качестве приглашённого профессора в Японии и Израиле и работал консультантом в правительстве Соединённых Штатов, Азиатском банке развития, Всемирном банке и ЮНЕСКО.
В 2000 году Розовски вместе с Мамфелой Рамфеле возглавлял Целевую группу по вопросам высшего образования и общества. Целевая группа была созвана Всемирным банком и ЮНЕСКО для изучения будущего высшего образования в развивающихся странах. В докладе группы «Опасности и надежды», утверждалось, что системы высшего образования в бедных странах находятся в условиях кризиса и требуют возобновления инвестиций, реформ и улучшенных стандартов управления.
Томас Шорт из журнала «Комментарий» назвал его «Университет» «приятной книгой», где Розовски в «юмористической, неустанно самоуничижительной манере» делится с читателем «кучей анекдотов о своей собственной карьере в области высшего образования».
В 1981 году он получил премию «Life» от энциклопедии «Британника» за достижения в области образования, а в 1992 году — медаль Кларка Керра за заслуги в области высшего образования в Калифорнийском университете в Беркли. В 1984 году французское правительство сделало его кавалером ордена Почётного легиона; в 1988 году правительство Японии наградило его орденом Священного сокровища.
Умер Генри Розовски 11 ноября 2022 года.

## Семья
Жена — Ница Розовски (род. 1934), была многолетним куратором Гарвардского семитского музея, автор научных трудов и монографий по истории древнего и современного Израиля. Трое детей, в том числе Лея Розовски — директор Бостонского атенеума.

## Произведения
- «Capital Formation in Japan» («Накопление капитала в Японии», 1961),
- «Quantitative Japanese Economic History» («Количественная характеристика японской экономической истории», 1961),
- «Японский экономический рост» (с К. Окавой, 1973),
- «The University: An Owner’s Manual» (1990).
  - Розовски, Генри Университет. Руководство для владельца. / Пер с англ. Н. А. Цыркун [и др.]. — 2-е изд. — Москва : Изд. дом Высшей школы экономики, 2015. — 325 с. — (Библиотека журнала «Вопросы образования») — ISBN 978-5-7598-1221-0

Он также редактировал такие работы:
- «Индустриализация в двух системах» (1961),
- «Раздор в Тихом океане» (1972),
- Новый гигант Азии: Как работает японская экономика (с Х. Патриком, 1976),
- «Фавориты Фортуны» (с П. Хигоннетом и Д. Лэндисом, 1991),
- «Политическая экономия Японии: Культурно-социальная динамика» (с Шумпеем Кумоном, 1992).